# Abdelaziz Ben Tifour
Abdelaziz Ben Tifour (Hussein Dey, 25 luglio 1927 – Algeri, 19 novembre 1970) è stato un calciatore algerino naturalizzato francese, di ruolo centrocampista.

## Carriera
Vinse il campionato di calcio francese nel 1951 e nel 1952 con il Nizza e la Coppa di Francia nel 1952 con la stessa formazione.

## Palmarès

### Giocatore

#### Competizioni nazionali
- Campionato francese: 2

Nizza: 1950-1951, 1951-1952
- Coppa di Francia: 1

Nizza: 1951-1952